# Règle de Rapoport
La règle de Rapoport est une hypothèse écologique qui stipule que les aires de répartition latitudinales des plantes et des animaux sont généralement plus petites aux latitudes plus basses qu'aux latitudes plus élevées. Cette règle a été nommée par Stevens (1989) en l'honneur de l'écologiste argentin Eduardo Hugo Rapoport qui avait précédemment fourni des données concernant ce phénomène chez des sous-espèces de mammifères,.
La généralité de cette règle est toutefois discutable, car elle ne semble pas vérifiée dans certains groupes comme chez les poissons téléostéens marins,.